# ليزا ميتشل
ليزا هيلين ميتشل (بالإنجليزية: Lisa Mitchell)‏ (ولدت 22 مارس 1990 في كانتربري، إنجلترا) مغنية وكاتبة اغاني أسترالية إنجليزية المولد والتي نشأت في البوري، نيو ساوث ويلز، ظهرت لأول مرة في الأغنية المطولة (EP)

## نشأتها
ولدت ليزا هيلين ميتشل في 22 مارس 1990 في كانتربري، إنجلترا. والداها، هم أنجوس وروث، كلاهما يعملون كأطباء. ولديها أخت أصغر، نيكولا. انتقلت عائلة ميتشل إلى أستراليا عندما كانت في الثالثة من عمرها ونشأت بالقرب من ألبوري في مزرعة مساحتها 20 هكتارا (49 فدانا).

## روابط خارجية
- ليزا ميتشل على موقع ميوزك برينز (الإنجليزية)
- ليزا ميتشل على موقع أول ميوزيك (الإنجليزية)
- ليزا ميتشل على موقع ديسكوغز (الإنجليزية)